# Kanato avar
El Kanato avar fue un estado musulmán del Cáucaso, en el oeste del actual Daguestán, que existió a partir del siglo XIII hasta su conquista por el Imperio ruso en 1864 al finalizar la Guerra del Cáucaso.

## Historia
Con la caída del reino cristiano de Sarir, y durante las invasiones mongolas bajo el mando del General mongol Subotái Ba'atur, los avares del Cáucaso aprovecharon esta situación de tensión para hacer su control sobre este territorio, formando así el Kanato avar.
La longevidad de este estado se debió en parte a la desintegración de la Horda Dorada, que permitió a los gobernantes avares mantener la integridad de su Estado aunque tuvieron que pagar por ello una disminución de su poder al igual que todos los kanatos de la época en esa zona.

## Fuente
- Historia de Daguestán (en inglés). Vol. 1-4. Moscú. 1967-69.

- Datos: Q2450154
- Multimedia: Avar Khanate / Q2450154